# Sjuntorp
Sjuntorp – miejscowość (tätort) w Szwecji, w regionie administracyjnym (län) Västra Götaland, w gminie Trollhättan.
Według danych Szwedzkiego Urzędu Statystycznego liczba ludności wyniosła: 2213 (31 grudnia 2015), 2152 (31 grudnia 2018) i 2148 (31 grudnia 2019).